# František Kožík
František Kožík (16. května 1909 Uherský Brod – 5. dubna 1997 Praha) byl český spisovatel a esperantista, autor historických a biografických románů (Deburau, Camões, Cervantes, Sade, Komenský, Janáček, Mánes, Vojan, Tyl, Čermák, Braunerová, Těsnohlídek) aj. Jako textař písní a herec používal pseudonym Jiří Žalman.

## Život
Narodil se v rodině Františka Kožíka (* 1876), c. k. soudce v Uherském Brodě, a Anny, rozené Havlové (* 1888). Měl dvě sestry: Olgu Michálkovou (1913–1993) a Věru Dražilovou (1924–2001). Jeho prasynovcem je dramaturg, herec a spisovatel Petr Michálek.
Školní docházku začal ve válečném roce 1915 na cvičné škole při učitelském ústavu v Kroměříži. Poté v roce 1919 nastoupil na reálné gymnázium v Uherském Hradišti, kde však studoval pouze do roku 1925 a maturoval v roce 1927 již na českém státním reálném gymnáziu v Brně. Posléze studoval na Právnické fakultě Masarykovy univerzity, kde v roce 1931 získal titul doktora práv. V letech 1931–1933 byl také posluchačem Filozofické fakulty Masarykovy univerzity a od roku 1928 mimořádným posluchačem brněnské konzervatoře, kde v roce 1931 vykonal absolutorium v oboru režie a dramaturgie.
Mezi léty 1933 a 1940 byl rozhlasovým režisérem programu Verda Stacio v Brně, vysílajícího v esperantu, členem herecké skupiny TRAKT, živil se tedy mj. jako dramaturg a herec. V roce 1941 byl přeložen do pražského rozhlasu, kde pracoval i jako rozhlasový dramaturg až do roku 1951. V letech 1954–1955 pracoval jako umělecký vedoucí Estrádního jednatelství a v letech 1956–1974 jako dramaturg Čs. filmu. Mezitím a poté byl spisovatelem z povolání.
Rozhlas vysílal v roce 1935 jeho operetu v esperantu Sur rozoj sternite (Na růžích ustláno; napsal spolu s Bohumírem Poláchem, hudba Jaromír Weinberger, do esperanta přeložil Jiří Vítězslav Šamla). V češtině připravil mnoho dalších rozhlasových pořadů, zvláště pro mládež. Méně známou skutečností je, že psal také libreta k operám (např. Pohádka máje, uvedená r. 1950 Národním divadlem). V letech 1934–1948 byl členem Moravského kola spisovatelů.
Za protektorátu byl dramaturgem propagandistických rozhlasových skečů. Dne 30. dubna 1943 František Kožík o svých zážitcích z cesty do Katyně promluvil v rozhlase. V roce 1948 právě cesty do Katyně využila StB a přinutila Františka Kožíka ke spolupráci. Svazek informátora byl ale založen až v květnu 1957 pod krycím názvem Medard.
V devadesátých letech se účastnil podvečerů a besed na výstavách, které uspořádalo Masarykovo demokratické hnutí.

### Rodinný život
Jeho první manželka Zdeňka Švabíková (1912–1994) byla herečka, také členka TRAKTu, s níž měl dceru Alenu Mertlovou (1941), která se stala divadelní dramaturgyní a překladatelkou. Jeho druhá manželka Olga Horáková (1921–2009) byla redaktorka a spisovatelka, jejíž drama Epizodo komenciĝas („Epizoda se začíná“) odvysílala Verda Stacio v roce 1949.
Spekuluje se, že František Kožík mohl být biologickým otcem zpěváka Mikiho Volka (1943–1996), s jehož matkou Ludmilou rozenou Furyovou udržoval v době kolem jeho narození velmi úzký přátelský vztah. Sám Kožík sice domněnku přímo nepotvrdil, ale ani nevyvrátil.

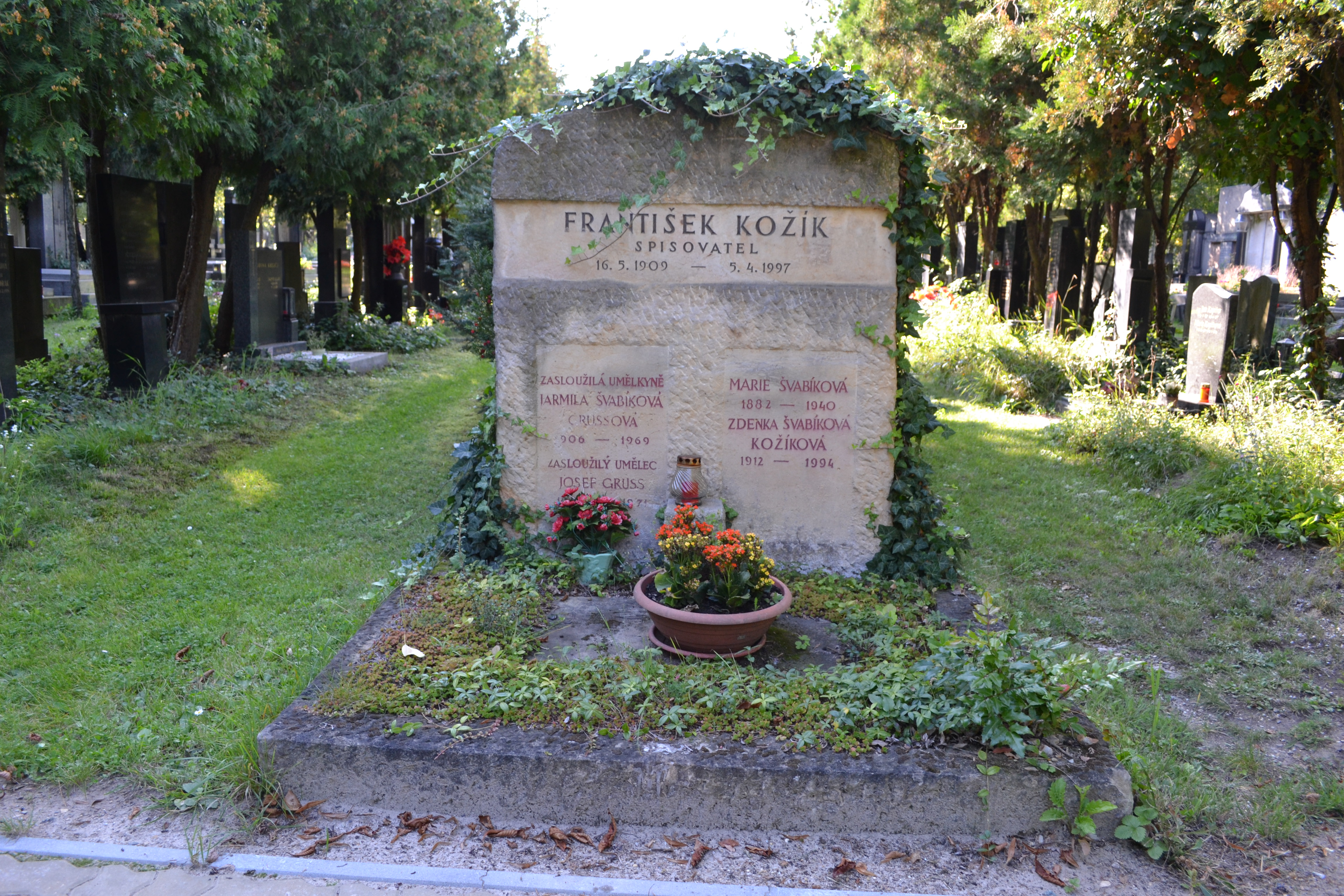
Hrob na Vinohradském hřbitově v Praze

## Dílo
- Největší z pierotů (1939) – Hlavní postava je česko-francouzský herec Jean Gaspard Deburau (po matce českého původu), umělec, který se snaží proslavit ve Francii, ale zprvu se mu nedaří. Pokouší se i o sebevraždu, ale zachrání ho prostitutka a dva „příslušníci spodiny“. Pomůže mu trojice obdivovatelů divadla z vyšších vrstev a stane se úspěšným. Rozpadá se mu však manželství, protože kvůli kariéře zanedbává rodinu. Když si najde nový vztah, začne ho trápit těžké plicní onemocnění. Na svém posledním představení je již zcela vyčerpán a krátce nato umírá. Oplakává ho celá Paříž. Na pozadí příběhu vykresluje autor období romantismu (1. polovina 19. století) a je to také příklad české (i když jen z části) osobnosti, která se v zahraničí proslavila. První verze byla kritizována pro přílišnou fabulaci a nepřesnost, v přepracovaném vydání (1948, 1954) již Kožík vyšel z nových pramenů a tyto verze jsou tak přesnější.
- Básník neumírá (1940) – o portugalském básníkovi Luísi de Camões
- Na dolinách svítá (1947, přepracováno 1971 s titulem Hejtman Šarovec) – historický román o fiktivním hluckém hrdinovi Janu Šarovcovi, který v roce 1605 pomáhal chránit Slovácko proti Bočkajovcům[11]
- Vítězství vůle (Příklad Emila Zátopka) (1949), Praha, Nakladatelství Československé obce sokolské – kniha o Emilu Zátopkovi
- Josef Mánes (1955) – o malíři Josefu Mánesovi – zfilmováno 1976 pod titulem Paleta lásky
- Synové hor (1954) – o tragédii českých lyžařů Hanče a Vrbaty – zfilmováno 1956
- Na shledanou, Emile! (1957) – kniha o Emilu Zátopkovi
- Cestou lásky (1958) – o Josefu Mánesovi
- Světlo v temnotách (1958) – o Janu Amosi Komenském
- Rytíř smutné postavy (1958) – o Cervantesovi
- Zákon věrných strážců (1961) – knížka pro děti
- Kryštof Harant (1964) – o Kryštofu Harantovi
- Po zarostlém chodníčku (1967) – o Leoši Janáčkovi
- Pouta věrnosti (1971) – o malíři Jaroslavu Čermákovi
- Miláček národa (1975) – o J. K. Tylovi
- Na křídle větrného mlýna, Neklidné babí léto (1977, 1979) – o Zdence Braunerové
- Město šťastných lásek (1974) – příběh z dob Zachariáše z Hradce na pozadí dnešní skutečnosti
- Kronika života a vlády Karla IV., krále českého a císaře římského (1981) – o Karlu IV.
- Fanfáry pro krále (1983) – o Eduardu Vojanovi
- Jsem vánočnímu stromku podoben (1992) – o Rudolfu Těsnohlídkovi
- Černé slunce (1992) – o markýzi de Sade
- Neklidné babí léto
- Moje Kroměříž (1995) – popisuje autorovo dětství, které v letech 1913–1925 prožíval v Kroměříži ve Ztracené ulici. Na domě je umístěna pamětní deska informující o prožitém dětství i o čestném občanství města.
- Nedokončená (1996) – o skladateli Franzi Schubertovi
- Čas třešní – o Napoleonu III. a Pařížské komuně
- Za trochu lásky... (1997) – o básníkovi Jaroslavu Vrchlickém
- Blázny živí Bůh – romaneto o středověké tlupě kočovných herců, kteří zachrání herečku obviněnou z čarodějnictví před upálením, též jako divadelní hra o sedmi dějstvích Sabina
- Prstýnek z vlasů – román pro mládež
- Pohádky vánočního zvonku – moderní pohádky pro děti
- O Honzovi – divadelní hra podle jedné z Pohádek vánočního zvonku
- Tři zlí kmotři – divadelní hra podle jedné z Pohádek vánočního zvonku
- Pírinka (1943) – kniha o trampotách českého děvčátka Helenky v Indonésii
- Zelená princezna – divadelní hra podle knihy „Pírinka“

## V esperantu
- Poeto ne mortas (v esperantu Básník neumírá; malá antologie, 1984)
- Lumo en tenebroj (v esperantu Světlo v temnotách; 1992, o Komenském, s dodatkem z Komenského díla)